# بردی تنل
بردی تنل (انگلیسی: Bradie Tennell؛ زادهٔ ۳۱ ژانویهٔ ۱۹۹۸) اسکیت‌باز نمایشی اهل ایالات متحده آمریکا است.